# Dermestes
Dermestes là một chi bọ cánh cứng trong họ Dermestidae. Con trưởng thành và ấu trùng đều ăn động vật và thực vật chết khô. Dermestes đặc biệt là ấu trùng của nó có thể là loài nguy hiểm đối với lơng động vật, thức ăn, và các tiêu bản động vật. Các loài này phân bố phổ biến trên thế giới và là loài gây hại ở một vài nơi.

## Đặc điểm
Con trưởng thành của họ Dermaestidae hình ovan tròn râu hình chuỳ, mảnh lưng ngực che đầu, cơ thể phủ lông hoặc phủ vẩy, mép sau mảnh lưng ngực trước tạo với mép cánh trước hình chữ V, trán thường có mắt đơn.

## Hình ảnh

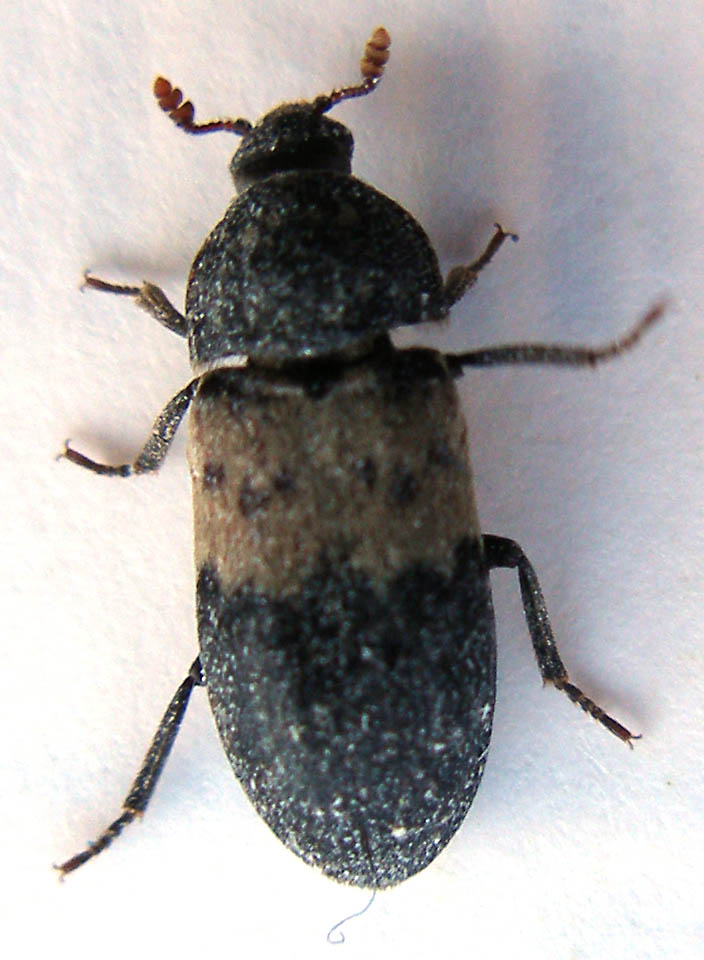
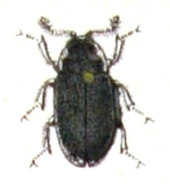
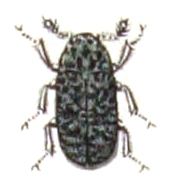
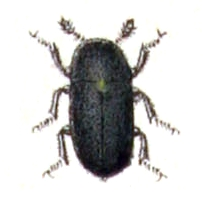

## Các loài[1]
- Dermestes (Dermestes)
  - Dermestes ater
  - Dermestes bicolor
  - Dermestes haemorrhoidalis
  - Dermestes hispanicus
  - Dermestes lardarius
  - Dermestes leechi
  - Dermestes palmi
  - Dermestes peruvianus
- Dermestes (Dermestinus)
  - Dermestes aurichalceus
  - Dermestes carnivorus
  - Dermestes coronatus
  - Dermestes diadema
  - Dermestes dimidiatus
  - Dermestes erichsoni
  - Dermestes fasciventris
  - Dermestes frischi
  - Dermestes gyllenhali
  - Dermestes hankai
  - Dermestes intermedius
  - Dermestes kaszabi
  - Dermestes laniarius
  - Dermestes leopardinus
  - Dermestes maculatus
  - Dermestes murinus
  - Dermestes mustelinus
  - Dermestes pardalis
  - Dermestes sardous
  - Dermestes sibiricus
  - Dermestes szekessyi
  - Dermestes undulatus
- Dermestes (Montandonia)
  - Dermestes fuliginosus
  - Dermestes hirticollis
  - Dermestes latissimus
  - Dermestes olivieri